# Ljut
 Ljut  je naselje (selo) koje se nalazi desetak kilometara sjeveroistočno od grada Trilja u blizini granice Hrvatske s Bosnom i Hercegovinom.

## Zemljopisni položaj
Naselje Ljut se nalazi na planini Kamešnici u jednoj manjoj krškoj zavali.

## Stanovništvo
| broj stanovnika |       |       | 11    | 46    | 82    | 251   |       |       | 145   | 192   | 212   | 168   | 33    | 25    | 10    | 5     | 6     |
|                 | 1857. | 1869. | 1880. | 1890. | 1900. | 1910. | 1921. | 1931. | 1948. | 1953. | 1961. | 1971. | 1981. | 1991. | 2001. | 2011. | 2021. |

## Vanjske poveznice
1. ↑  Registar prostornih jedinica Državne geodetske uprave Republike Hrvatske. Wikidata Q119585703
2. ↑  Popis stanovništva, kućanstava i stanova 2021. – stanovništvo prema starosti i spolu po naseljima (hrvatski i engleski). Državni zavod za statistiku. 22. rujna 2022. Wikidata Q118496886
3. ↑  Naselje i odredišni poštanski ured. Hrvatska pošta. Pristupljeno 3. siječnja 2022.